# Angela Robinson
Angela Robinson (* 14. Februar 1971 in San Francisco) ist eine US-amerikanische Filmregisseurin.

## Leben
Nach ihrer Schulzeit studierte Robinson an der Brown University und an der New York University. Nach dem Studium drehte sie als Filmregisseurin mehrere Filme, die vorwiegend LGBT-Themen behandeln. Für den Film Spy Girls – D.E.B.S. erhielt sie den Leserpreis der deutschen Zeitschrift Siegessäule.
2018 wurde sie in die Academy of Motion Picture Arts and Sciences berufen, die jährlich die Oscars vergibt.
Sie lebt in Los Feliz, Kalifornien und ist mit der Film- und Fernsehregisseurin Alexandra Kondracke verheiratet, die sie während ihres Studiums kennenlernte. 2009 brachte Angela Kondracke einen gemeinsamen Sohn zur Welt.

## Filmografie (Auswahl)
- 1995: Chickula: Teenage Vampire (Kurzfilm)
- 2004: Spy Girls – D.E.B.S. (D.E.B.S.)
- 2005: Herbie Fully Loaded – Ein toller Käfer startet durch (Herbie: Fully Loaded)
- 2006–2009: The L Word – Wenn Frauen Frauen lieben (The L Word, Fernsehserie)
- 2006: Fabulous! The Story of Queer Cinema (Dokumentation)
- 2012–2014: True Blood (Fernsehserie)
- 2007: Girltrash! (Kurzfilm)
- 2017: Professor Marston & The Wonder Women

## Preise und Auszeichnungen (Auswahl)
- 2004: Leserpreis der Siegessäule bei den Teddy Awards.